# Тонганский язык
Тонганский язык (тонг. lea faka-Tonga) — язык тонганцев, распространённый на островах Тонга. По оценке 2015 года, на языке говорили 187 710 человек. Тонганский язык является государственным языком в Королевстве Тонга.
Тонганский — один из многочисленных языков полинезийской группы австронезийских языков, наряду с гавайским, маори, самоанским, таитянским и другими. Вместе с языком ниуэ составляет тонганскую микрогруппу полинезийской группы языков.
Тонганский является преимущественно разговорным языком. На нём имеются переводы Библии, Книги Мормона и некоторые другие печатные издания. Поскольку количество грамотных носителей языка невелико, издание литературы представляется коммерчески нецелесообразным. На языке издается несколько еженедельных и ежемесячных журналов, однако не существует ежедневных газет.
Тонганский язык оказал значительное влияние на соседние полинезийские языки (на уолисский, вост.-футунский; в меньшей степени — на самоанский язык, ниуэ).

## Лингвогеография

### Ареал и численность
Тонганский язык является государственным в Королевстве Тонга и распространён также в других странах Океании: Американском и Западном Самоа, Австралии, Новой Зеландии, на Фиджи и Ниуэ.
По оценке 2015 года, на языке говорили 187 710 человек, однако конкретно на Тонга — всего 106 000 человек.

### Диалекты
У языка есть два слабо отличающихся диалекта: северный и южный.

## Письменность
Для записи тонганского языка используется латинский алфавит. Письменность существует с 1831 г.; современная орфография была установлена реформой 1943 года.
⟨ng⟩ является отдельным диграфом, а ⟨ʻ⟩ обозначает гортанную смычку. Для обозначения долготы гласного используется макрон: ⟨ā⟩, ⟨ē⟩, ⟨ī⟩, ⟨ō⟩, ⟨ū⟩. Долгота гласной имеет смыслоразличительное значение: mama с кратким гласным означает «жевать», тогда как māma значит «свет».
| Буква        | a   | e   | f   | h   | i   | k   | l   | m   | n   | ng  | o   | p   | s   | t   | u   | v   | ʻ   |
| Произношение | /a/ | /e/ | /f/ | /h/ | /i/ | /k/ | /l/ | /m/ | /n/ | /ŋ/ | /o/ | /p/ | /s/ | /t/ | /u/ | /v/ | /ʔ/ |

## Лингвистическая характеристика

### Фонология и фонетика

#### Согласные
Согласные звуки тонганского языка:
|               |               | Губные  | Альв.   | Велярные | Глотт.  |
| ------------- | ------------- | ------- | ------- | -------- | ------- |
| Носовые       | Носовые       | [m] ⟨m⟩ | [n] ⟨n⟩ | [ŋ] ⟨ng⟩ |         |
| Взрывные      | Взрывные      | [p] ⟨p⟩ | [t] ⟨t⟩ | [k] ⟨k⟩  | [ʔ] ⟨ʻ⟩ |
| Фрикативы     | Звон.         | [v] ⟨v⟩ |         |          |         |
| Фрикативы     | Глух.         | [f] ⟨f⟩ | [s] ⟨s⟩ |          | [h] ⟨h⟩ |
| Аппроксиманты | Аппроксиманты |         | [l] ⟨l⟩ |          |         |

#### Гласные
Гласные звуки тонганского языка:
|         | Передние | Средние | Задние  |
| ------- | -------- | ------- | ------- |
| Верхние | [i] ⟨i⟩  |         | [u] ⟨u⟩ |
| Средние | [e] ⟨e⟩  |         | [o] ⟨o⟩ |
| Нижние  |          | [a] ⟨a⟩ |         |

### Лексика
Лексика тонганского языка очень похожа на лексику других полинезийских языков, в частности, ниуэанского. Лексическое сходство с уоллисским языком составляет 86 %, с самоанским — 66 %.

### Синтаксис
Типология порядка слов тонганского языка типична для австронезийских — VSO, то есть глагол-субъект-объект.

## Тонганская Википедия
Существует раздел Википедии на тонганском языке («Тонганская Википедия»), первая правка в нём была сделана в 2004 году. По состоянию на 10:33 (UTC) 16 июля 2025 года раздел содержит 2021 статью (общее число страниц — 5508); в нём зарегистрировано 11 987 участников, двое из них имеют статус администратора; 12 участников совершили какие-либо действия за последние 30 дней; общее число правок за время существования раздела составляет 43 735.